# 甲佐町立白旗小学校
甲佐町立白旗小学校（こうさちょうりつ しらはたしょうがっこう）は、熊本県上益城郡甲佐町にある小学校。

## 沿革
- 1874年（明治7年） - 白旗八丁に創立。
- 1886年（明治19年） - 早川小学校、白旗小学校創立。
- 1910年（明治41年） - 両校が合併し現在地に白旗尋常高等小学校創立
- 1941年（昭和16年） - 白旗国民学校と改称
- 1947年（昭和22年） - 白旗村立白旗小学校と改称
- 1955年（昭和30年） - 甲佐町立白旗小学校と改称